# Salvador Llanas i Rabassa
Salvador Llanas i Rabassa (Mataró, Maresme, 1854 — Mataró, Maresme, 1928) fou un escriptor català.
Fou director del Diario de Mataró. Escriví novel·les històriques i peces de teatre en castellà i en català. També escriví poesia.

## Obres

### Poesia
- Hojas: poesias originales (1887)
- El ver amor (1910), poesia premiada amb la Flor Natural als Jocs Florals de Reus de 1910
- Visions i parlaments de la mia Musa (1912)
- Flors i poncelles. Poesies llorejades en diferents Certámens literaris y Jochs Florals (1913)
- Perpetuínes. Poesies llorejades en diferents certámens literaris y Jochs Florals (1915)
- Poesies (1920)

### Novel·les històriques i peces de teatre
- La Mujer de Urías (1884), drama en tres actes en prosa
- Lo mas malehit (1888), drama en tres actes i en vers
- Carlos de Viana (1889; en versió catalana el 1929), drama històric en tres actes
- El naixement del Messies
- Don Carlos el Hechizado (1890), drama històric en tres actes
- L'anell de la morta (1895), tragèdia en tres actes
- La Gloria de Israel, o, El salvador d'Egipte (1903), drama bíblic en quatre actes
- El secret (1916), drama en tres actes
- L'escàndol (1929), drama en tres actes